# Skeleton-Intercontinentalcup 2012/13
Der Skeleton-Intercontinentalcup 2012/2013 war eine von der Fédération Internationale de Bobsleigh et de Tobogganing (FIBT) veranstaltete Rennserie, die zum sechsten Mal ausgetragen wurde und zum Unterbau des Weltcups gehört. Die Ergebnisse der neun Saisonrennen an fünf Wettkampforten flossen in das FIBT-Skeleton-Ranking 2012/13 ein.

## Männer

### Veranstaltungen
| Datum            | Ort        | Sieger              | Zweiter            | Dritter           |
| ---------------- | ---------- | ------------------- | ------------------ | ----------------- |
| 1. Dezember 2012 | Whistler   | Alexander Gassner   | Dominic Parsons    | Dave Greszczyszyn |
| 2. Dezember 2012 | Whistler   | Alexander Gassner   | Charles Wlodarczak | Dominic Parsons   |
| 7. Dezember 2012 | Park City  | Dominic Parsons     | Alexander Gassner  | Brad Stewart      |
| 8. Dezember 2012 | Park City  | Axel Jungk          | Dominic Parsons    | Mike Dellemann    |
| 5. Januar 2013   | Igls       | Alexander Tretjakow | Sergei Tschudinow  | Axel Jungk        |
| 6. Januar 2013   | Igls       | Alexander Tretjakow | Sergei Tschudinow  | Alexander Gassner |
| 11. Januar 2013  | Altenberg  | Alexander Gassner   | Ben Sandford       | Axel Jungk        |
| 12. Januar 2013  | Altenberg  | Alexander Gassner   | Axel Jungk         | Ben Sandford      |
| 23. Januar 2013  | Winterberg | Alexander Gassner   | Dave Greszczyszyn  | Axel Jungk        |

### Einzelwertung
| Platz | Sportler           | Land               | Punkte |
| ----- | ------------------ | ------------------ | ------ |
| 1     | Alexander Gassner  | Deutschland        | 996    |
| 2     | Axel Jungk         | Deutschland        | 860    |
| 3     | Dave Greszczyszyn  | Kanada             | 848    |
| 4     | Charles Wlodarczak | Kanada             | 662    |
| 5     | Paul Fraser        | Kanada             | 656    |
| 6     | Anton Batujew      | Russland           | 604    |
| 7     | Brad Stewart       | Vereinigte Staaten | 566    |
| 8     | Yūki Sasahara      | Japan              | 564    |
| 9     | Andrei Swistow     | Russland           | 548    |
| 10    | Mike Dellemann     | Vereinigte Staaten | 466    |

## Frauen

### Veranstaltungen
| Datum            | Ort        | Siegerin          | Zweite            | Dritte                        |
| ---------------- | ---------- | ----------------- | ----------------- | ----------------------------- |
| 1. Dezember 2012 | Whistler   | Katharina Heinz   | Noelle Pikus-Pace | Rose McGrandle Sophia Griebel |
| 2. Dezember 2012 | Whistler   | Noelle Pikus-Pace | Sophia Griebel    | Micaela Widmer                |
| 7. Dezember 2012 | Park City  | Kimber Gabryszak  | Katharina Heinz   | Sophia Griebel                |
| 8. Dezember 2012 | Park City  | Kimber Gabryszak  | Laura Deas        | Lanette Prediger              |
| 5. Januar 2013   | Igls       | Jelena Nikitina   | Marija Orlowa     | Olga Potylizyna               |
| 6. Januar 2013   | Igls       | Jelena Nikitina   | Melissa Hoar      | Robynne Thompson              |
| 11. Januar 2013  | Altenberg  | Katharina Heinz   | Donna Creighton   | Kathleen Lorenz               |
| 12. Januar 2013  | Altenberg  | Tina Hermann      | Katharina Heinz   | Micaela Widmer                |
| 23. Januar 2013  | Winterberg | Katharina Heinz   | Laura Deas        | Robynne Thompson              |

### Einzelwertung
| Platz | Sportlerin          | Land                   | Punkte |
| ----- | ------------------- | ---------------------- | ------ |
| 1     | Katharina Heinz     | Deutschland            | 924    |
| 2     | Robynne Thompson    | Kanada                 | 756    |
| 3     | Rose McGrandle      | Vereinigtes Königreich | 754    |
| 4     | Micaela Widmer      | Kanada                 | 708    |
| 5     | Tina Hermann        | Deutschland            | 708    |
| 6     | Melissa Hoar        | Australien             | 674    |
| 7     | Laura Deas          | Vereinigtes Königreich | 669    |
| 8     | Kimber Gabryszak    | Vereinigte Staaten     | 604    |
| 9     | Lanette Prediger    | Kanada                 | 586    |
| 10    | Swetlana Wassiljewa | Russland               | 568    |